# Euscelidia fastigium
Euscelidia fastigium är en tvåvingeart som beskrevs av Martin 1964. Euscelidia fastigium ingår i släktet Euscelidia och familjen rovflugor.
Artens utbredningsområde är Madagaskar. Inga underarter finns listade i Catalogue of Life.